# ديف روبرتس (لاعب كرة قدم بريطاني)
ديف روبرتس (بالإنجليزية: Dave Roberts)‏ هو لاعب كرة قدم بريطاني في مركز الهجوم، ولد في القرن العشرين في إنجلترا في المملكة المتحدة. لعب مع نادي بوهيميان.